# Кинематограф Италии

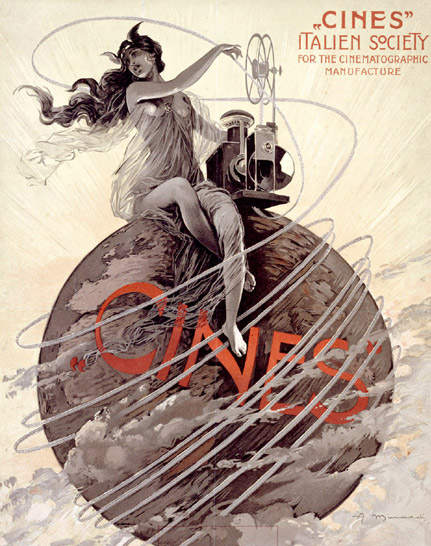
Логотип кинокомпании Cines, образованной в 1906 году в Риме

Италья́нский кинемато́граф — киноискусство и киноиндустрия Италии.

## История

### Раннее кино

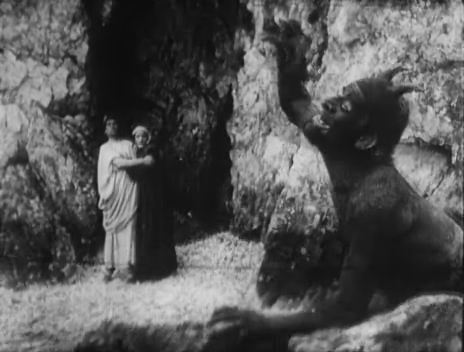
«Ад» (1911) — первый итальянский полнометражный фильм

21 апреля 1895 года в Турине публике показан кинетоскоп Эдисона, который стал первым кинематографическим аппаратом на территории Италии. Вскоре последовал приход «Синематографа» братьев Люмьер, открытого в Риме 12 марта 1896 года. За ними появились хронофотограф Жоржа Демени, театрограф Уильяма Поля и витаскоп Эдисона. Итальянское изобретение, «Кинетограф Альберини» не получило развития из-за отсутствия финансирования и производственных возможностей.
Среди фильмов, сделанных итальянскими пионерами-операторами, как правило, либо работавшими в компании Люмьер, либо снимавшими на самодельную камеру, были спортивные новости, церемонии, памятники и панорамы. В Милане были отсняты «Ванны Дианы» (итал. Bagni di Diana), «Пожарная бригада» (итал. I pompieri), «Прибытие поезда на Миланский вокзал» (итал. Arrivo del treno nella stazione di Milano) и другие плёнки. К 1897 году эра Люмьер во многом завершилась в пользу водевильных театров, кафе-концертов и ярмарок, проходивших в северных городах Италии. Продолжая традиции передвижных выступлений XVIII века, зрителям показывали мир через популярные снимки, «волшебные фонари», панорамы, диорамы, стереографические фото и объясняли в комментариях их смысл. Ярмарочный период отмечен доминированием французских фирм «Pathé-Frères», «Gaumont» и компании Жоржа Мельеса. Тогда же фильмы приобрели большую продолжительность, а театральные сети — международное управление.

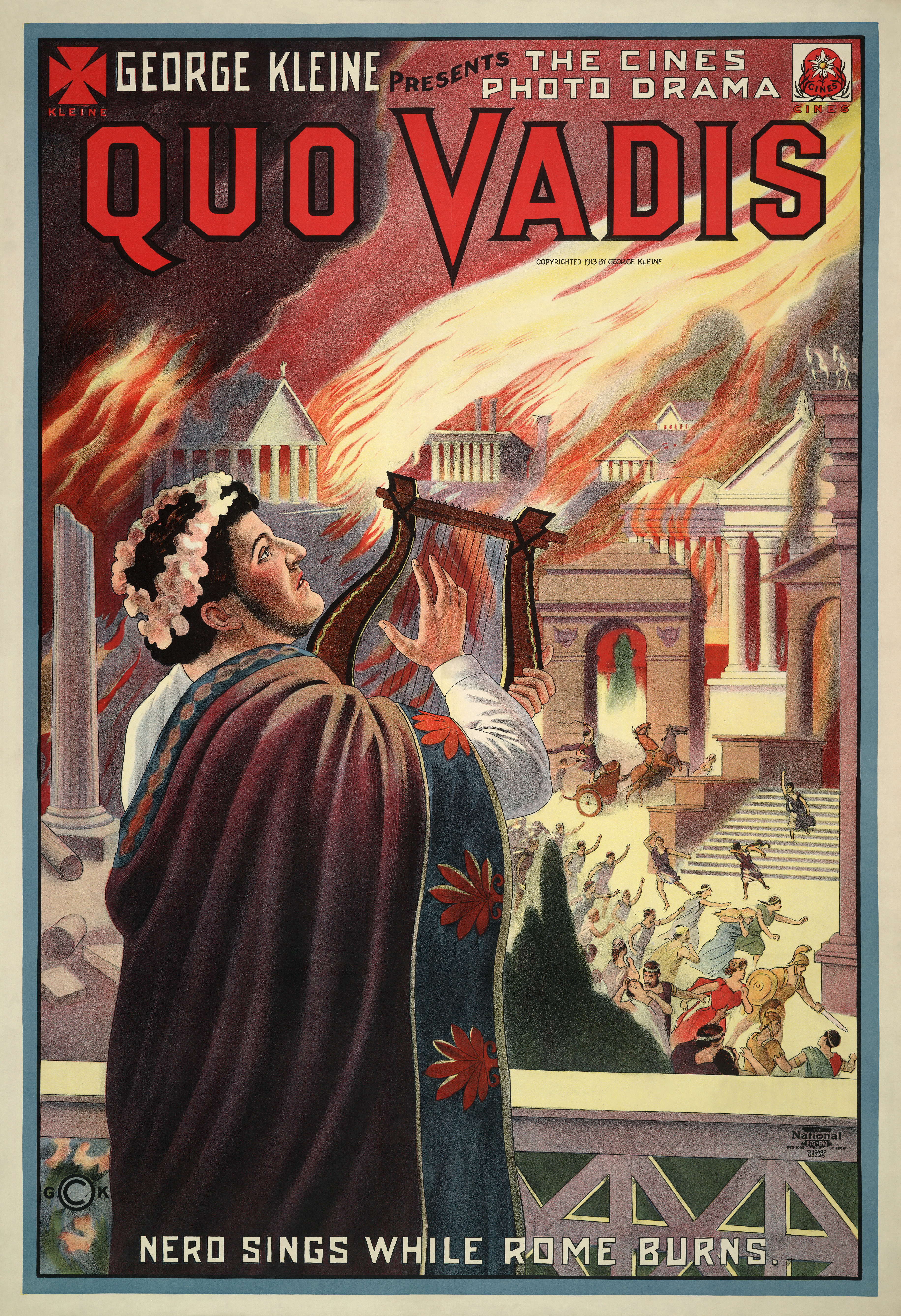
«Камо грядеши?» (1913) — первый блокбастер в истории кинематографа

Первым художественным фильмом стал фильм режиссёра Филотео Альберини «Взятие Рима» (итал. La presa di Roma), снятый в 1905 году.
В период с 1904 по 1907 год построились первые кинотеатры, привлекающие широкие массы — рабочий класс и женщин; в Риме и Турине основывались кинофабрики. С 1905 по 1910 год, из-за отсутствия какой бы то ни было централизации, производство осуществлялось в 500 студиях.
Авангардные направления литературы — веризм и футуризм опробовали новый вид искусства. Футуристы искали в кино источник вдохновения для поэзии, театра, живописи и фотографии и находили его автономным искусством, формально антиреалистическим, динамичным, обладающим большой визуальной силой. Известный критик Ричотто Канудо опубликовал эссе по теории кино «Триумф кинематографа» (1908), а затем «Манифест седьмого искусства» (1911). Среди авангардного кино выделяются «Хроматическая музыка» (итал. Musica cromatica, 1912) и «Футуристическая жизнь» (итал. Vita futurista, 1916).
С 1908 года в моду входят исторические фильмы об Античности, Ренессансе и Рисорджименто, как, например, — «Последние дни Помпеи» (итал. Gli ultimi giorni di Pompei, 1908) и «Нерон» (итал. Nerone, 1909), а также сюжеты основанные на французских и итальянских романах XIX века. Многие французские режиссёры переезжают работать в Италию. Под влиянием французских травелогов появляются итальянские.
Следующим этапом становятся комические серии, в которых снимается немало бывших клоунов и акробатов.
В период с 1909 по 1910 год главные итальянские компании (Cines, Film d’arte italiana, Ambrosio, Itala, Pasquali и Milano) еженедельно объявляли о своих новинках. Их кинофильмы продавались по всей Европе и в США.

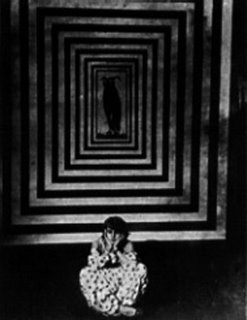
Кадр из футуристического фильма «Таис (фильм, 1917)» А. Д. Брагальи

Дальнейшее время в развитии итальянского кинематографа рассматривается как «золотой век». С 1911 года до Первой мировой войны произошли революционные изменения в самих киностудиях и в способе показа фильмов. Были построены кинопаласы на 1000—1500 мест, кинематограф нацелился на средний класс. В киноиндустрию пришли финансисты, адвокаты и аристократия. Фильм перестал быть чисто коммерческим делом и превратился в культурное явление. Международного успеха достигли художественные картины 1911 года: «Инферно» (итал. L’inferno), «Освобождённый Иерусалим» (итал. La Gerusalemme liberata) и «Падение Трои» (итал. La caduta di Troia). Длительность фильмов и их качество («Камо грядеши?», «Кабирия») поставили Италию на одну ступень с законодателями индустрии — Францией и Данией. Гегемония американского кино приходит в Европу во время Первой мировой войны в 1916 году.
В 1914 году государство ввело цензуру и различные налоги для кинопромышленности.
Крупнейшими режиссёрами (авторами) раннего кино были Джованни Пастроне, Джузеппе де Лигуоро, Луиджи Маджи, Эрнесто Мария Паскуали, Марио Казерини, Бальдассаре Негрони, Уго Фалена, Джероламо Ло Савио, Энрико Новелли Видали, Нино Мартольо. Звездой немого кино стал актёр Эрмете Дзаккони, а дивами — Лида Борелли и Элеонора Дузе.
Конкуренция со стороны американских кинопроизводителей и организационно-финансовые неудачи привели к постепенному сокращению кинопроизводства в Италии. Если в 1920 году снималось около 220 фильмов, то в 1921—100, в 1922 — 50, а к 1928 году — порядка десяти. Приход фашистов к власти в 1922 году поначалу никак не изменил эту тенденцию. Провозглашённая государством автаркия не привела к уменьшению показа иностранного кино.

### Период фашизма

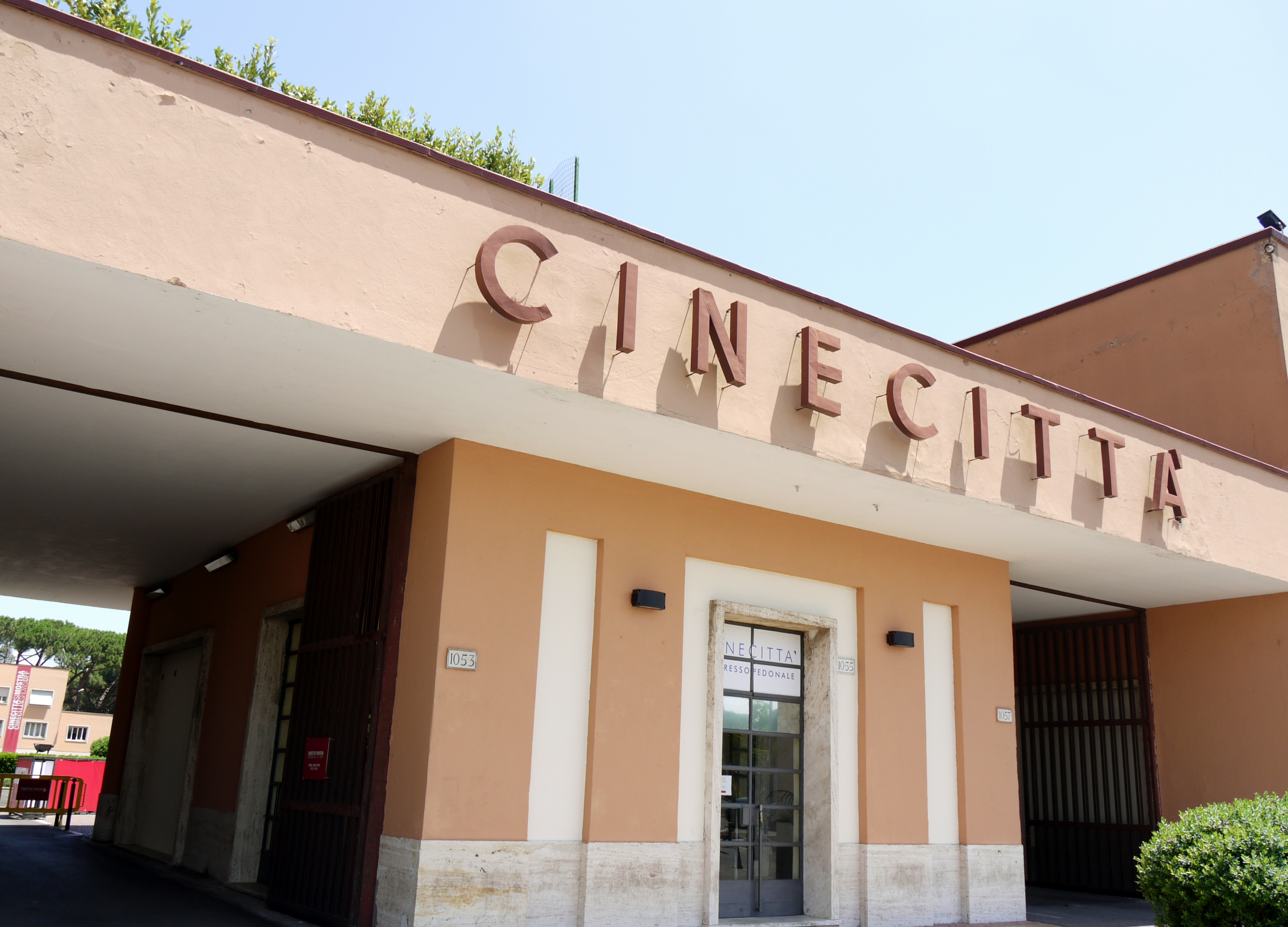
Чинечитта — кинематографическая студия в Риме.

Придя к власти, Бенито Муссолини объявил кино «самым сильным оружием государства». Однако, в отличие от немецкого нацизма, идеология захватила кино не полностью. Благодаря министру культуры Луиджи Фредди кинопроизводство пользовалось значительной автономией, а цензура практически ограничивалась документальными и образовательными лентами. В 1923 году появился Институт кинообразования (Istituto Luce), в задачи которого входило в первую очередь производство новостей, восхваляющих лидера, прогресс Италии, рост промышленности и урожай пшеницы. К идеологической хронике относятся «Муссолиния», «В свете Рима» (итал. Nella luce di Roma). Независимое кино продолжило прерванные войной традиции в картинах «Сирано де Бержерак» (1924) и «Мачисте в аду» (итал. Maciste all’inferno, 1926), которые однако не достигли ожидаемого успеха. Крупнейший фашистский фильм «Солнце» (итал. Sole, 1929) режиссёра Алессандро Блазетти получил признание критики, но зрителей собрал мало. В основе как этого, так и других фильмов данного периода лежало воспевание простой фермерской жизни и критика капитализма, основанного на займах у землевладельцев.

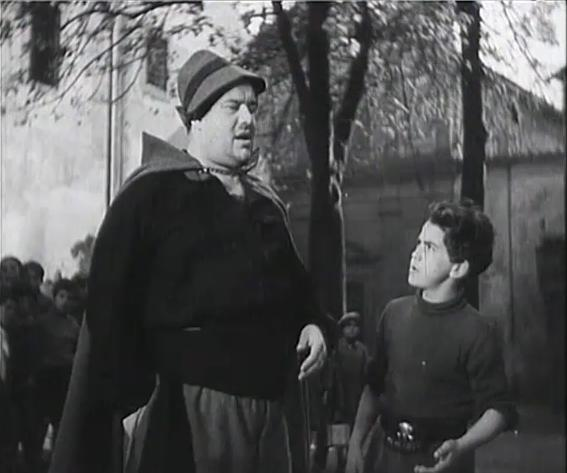
«Старая гвардия» (1935) Алессандро Блазетти — пример фильма пропаганды фашизма

Крупной фигурой 30-х годов был владелец кинокомпании «Pittaluga Cine», промышленник Стефано Питталуга, который продюсировал 90 % всех фильмов. Он способствовал введению протекционистских мер на кинорынке, принятых в 1933 году против доминирования американского кино. Годом ранее открылся первый Венецианский кинофестиваль. Государство, в лице министра культуры Луиджи Фредди, осуществляло поддержку фильмов, не противоречащих государственной идеологии, и способствовало развитию эскапистского киножанра. C 1936 года началось кино белых телефонов или сентиментальных историй со счастливым концом. Был основан Экспериментальный центр кинематографии, стали выходить журналы о кино: Bianco e Nero, Cinema. К концу 30-х годов во всех кинотеатрах Италии был введён звук. Первым итальянским звуковым фильмом стала «Песня любви», (1930) Дженаро Ригелли. В 1937 году основана студия «Чинечитта», оплот кинопромышленности Италии. В эти же годы создано множество комедий, включая диалектные.
Наиболее известны фильмы 30-х «1860», «Стол бедных» (реж. Алессандро Блазетти); «Что за подлецы мужчины», «Синьор Макс», «Треугольная шляпа», (реж. Марио Камерини); «Красный паспорт», «Под южным крестом» (реж. Гвидо Бриньоне). В начале второй мировой войны кино приобрело новые темы, вдохновлённые театром Новеченто и частично литературой американского реализма. Фактически это кино подготовило почву для послевоенного неореализма. Кроме Блазетти с его «La cena delle beffe», Де Сика режиссирует фильм «Дети смотрят на нас»; делает первые шаги Антониони; Сольдати снимает картину «Malombra», а Висконти — «Одержимость», которая значительно контрастировала с фашистскими лентами. В месяцы правления Республики Сало производство находилось под немецкой цензурой. Ещё одним направлением кино с 1935 года была тема победных вторжений в Африку.

### Неореализм

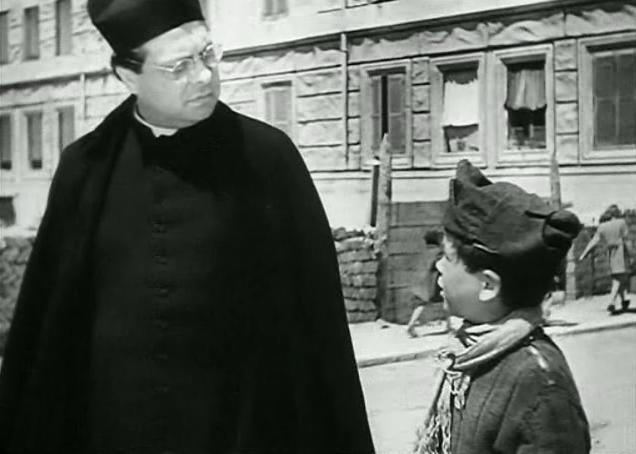
Кадр из фильма «Рим — открытый город» режиссёра Роберто Росселлини, который считается эталоном и отправной точкой в развитии итальянского неореализма.

Течение «нового реализма», возникшее в послевоенный период с 1945 по начало 1950-х годов, ставило задачу культурного и социального обновления, и наряду с Французской новой волной оказало сильное влияние на развитие кинематографа всего XX века. В 1949 году появляется Национальный киноархив (итал. Cineteca Nazionale).
Эстетические принципы неореализма изложил кинотеоретик Дзаваттини в «Некоторых мыслях о кино» (1951) и других работах.
Вслед пришёл период «розового неореализма» («Дон Камилло», «Хлеб, любовь и фантазия», «Красивые, но бедные»), отчасти вызванный сменой политического климата. Он всё больше склоняется к легкому жанру (как в комедиях Марио Моничелли, например, — «Злоумышленники, как всегда, остались неизвестны»), иронии и шутовству. Кино становится более рыночным, хотя и режиссёры не теряют собственного почерка. Благодаря славе в этом жанре, актрисы Джина Лоллобриджида, Сильвана Мангано, Сильвана Пампанини и Софи Лорен дали рождение итальянской системе звёзд, отличной от Голливуда.
Наследие неореализма начало развиваться в двух направлениях: в «комедии по-итальянски» и в авторском кино, представленном двумя поколениями режиссёров. В отличие от учителей первого поколения (Висконти, Де Сика, Антониони, Феллини), работы второй волны были более идеологизированы («Перед революцией», «Вакантное место», «Евангелие от Матфея», «Китай рядом», «Ночной портье», «Отец-хозяин», «Семь красоток»).

### 1960-е годы

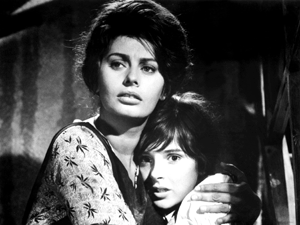
Софи Лорен в фильме «Чочара» (1960) Витторио Де Сика

К началу 60-х итальянские картины, благодаря снижению импорта из США, увеличили свою долю на рынке и стали выходить в международный прокат. Среди них были фильмы ужасов — так называемые джалло («Девушка, которая слишком много знала»), комедии («Развод по-итальянски») и мифологические эпопеи — пеплумы («Подвиги Геракла»), многие из фильмов были совместного производства («Генерал делла Ровере» реж. Роберто Росселлини).
В 1962 году Дино Де Лаурентис выстроил несколько студий недалеко от Рима. Италия стала самой крупной киноплощадкой в Западной Европе.

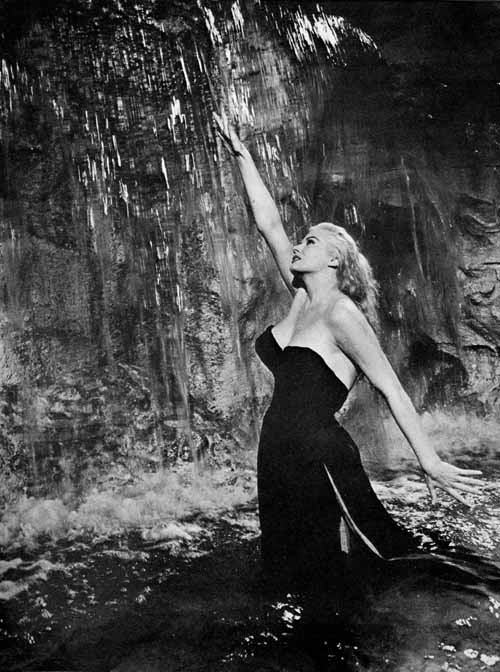
Анита Экберг в известной сцене с фонтаном из фильма «Сладкая жизнь» (1960) Федерико Феллини

Наиболее заметные режиссёры, пришедшие к новому десятилетию, — Феллини («Сладкая жизнь», «Восемь с половиной»), Антониони («Приключение») и Висконти («Рокко и его братья»), однако расширение кинопроизводства открыло новые имена. Неореализм принимается молодыми левыми для социальной критики в кино: («Умберто Д.», «Кулаки в кармане»). Драматические перемены, связанные с индустриализацией и переездом фермеров в город, особенно на севере Италии, отразились в картине «Время остановилось» реж. Эрманно Ольми. Жанр «Синема верите» находит воплощение в фильмах «Битва за Алжир» и в дебютных картинах Пазолини («Аккатоне», «Мама Рома»), где режиссёр смешивает площадной язык и музыку Баха. Затрагиваются новые темы, исчезают прежние табу: тема Итальянского Сопротивления («Великая война», 1959; «Товарищи», 1963, реж. Марио Моничелли), темы мафии и спекуляции («Сальваторе Джулиано», 1962; «Руки над городом», 1963, реж. Франческо Рози).
Студенческие волнения 1968 года в Европе и последующая «горячая осень» итальянских профсоюзов отразились на кинематографе. В него пришли политика и дебаты («Следствие по делу гражданина вне всяких подозрений» реж. Элио Петри; «Сакко и Ванцетти» реж. Джулиано Монтальдо). Начали свою творческую биографию лидеры «бунтарского кино» (или «кино контестации») Марко Беллоккьо и Сальваторе Сампери. В их фильмах главную роль часто исполнял актёр Лу Кастель, активный участник леворадикального движения.
Итальянское кино 1960-х связано с именем режиссёра Серджо Леоне и появлением жанра спагетти-вестерна, который продолжил традиции американских вестернов, достигших особого колорита в «Долларовой трилогии», благодаря актёру Клинту Иствуду и композитору Эннио Морриконе. Другие режиссёры жанра — Серджо Соллима, Серджо Корбуччи и Франко Джиральди.

### 1970-е годы
Начиная с 1969 года в Италии начался период известный как «Свинцовые времена» (итал. Anni di piombo), длившийся до начала 1980-х. Возник связанный с терроризмом жанр полицейских фильмов (итал. poliziesco). В этом жанре были сняты картины «Отдел исполнения наказаний» (1972); «Сиятельные трупы» (1976); отчасти он проявился в комедиях по-итальянски: «Кусай и беги» (1973); «Хотим полковников» (1973); «Дорогой Микеле» (1976) и др..

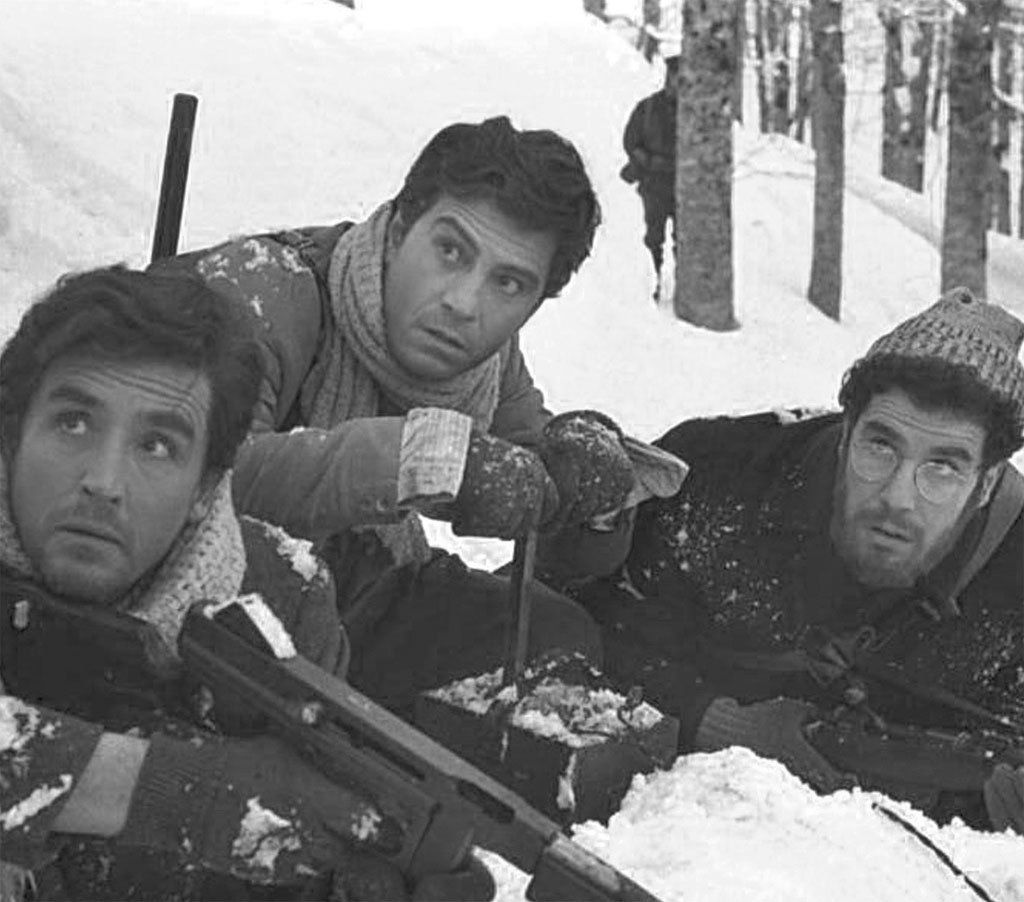
Витторио Гассман, Нино Манфреди и Стефано Флорес в фильме «Мы так любили друг друга» (1974) Этторе Скола

Премию «Оскар» получает фильм «Сад Финци-Контини» (1971).
Культовый статус обретают комедии «Мои друзья» (1975) и «Мелкий-мелкий буржуа» (1977). В 1974 году Феллини снимает оскароносный «Амаркорд», а через год — «Казанова», Антониони приглашает для обсуждения социальных перемен в свои фильмы иностранных актёров («Забриски-пойнт», «Профессия: репортёр»). Киноработы Пазолини отмечены борьбой с конформизмом и консьюмеризмом. Среди них «Декамерон» (1971), который интерпретируется как attore feticcio за постоянный режиссёрский выбор актёрского состава (Франко Читти и Нинетто Даволи), а также скандальный фильм «Сало, или 120 дней Содома» (1975), вызвавший споры и цензурные ограничения. Громкого успеха достигли картины «Последнее танго в Париже» Бертолуччи (1972) и «Двадцатый век» (1976). Взявший Золотую пальмовую ветвь фильм «Рабочий класс идёт в рай» Элио Петри затрагивает «трудные» темы полицейской и судебной систем и развивает широкое направление «социального кино» (итал. film impegnati). Режиссёр Дино Ризи раскрывает народные пороки через комедии («Именем итальянского народа», 1971) и психологические драмы («Запах женщины», 1974), («Потерянная душа», 1976), в которых блистает актёр Витторио Гассман. Роли Уго Тоньяцци наиболее выразительны в комедиях по-итальянски. Грубый гротеск не обходит кинематограф в фильме Этторе Скола («Отвратительные, грязные, злые», 1976). Затем режиссёр выпускает «Необычный день» (1977), собравший множество призов и номинаций, где главные роли сыграли Марчелло Мастрояни и Софи Лорен. Самыми успешными фильмами ужасов стали «Птица с хрустальным оперением» (1970) и «Кроваво-красное» (1975) режиссёра Дарио Ардженто. Успехом у публики пользовались джалло Франческо Барилли «Аромат дамы в чёрном» (1974) и «Пансионат страха» (1977).
В 1970-е годы кинопроизводители работали в основном на экспорт. Существовало два своеобразных способа создания фильмов: при первом способе продюсеры заказывали сценаристам так называемые «treatments» (небольшие заявки на сценарий с описанием общего сюжета). По получении сценариев отбирали самые, на их взгляд, стоящие и интересные, а затем поручали художникам нарисовать плакаты по мотивам полученного сценария. Далее продюсеры съезжались на ежегодный международный кинорынок MIFED, который проходил в Милане. С помощью нарисованных плакатов продюсеры пытались продать пока ещё не снятые фильмы. В случае заинтересованности покупателя продюсер сообщал о том, что фильм находится в процессе съёмок и просил предоставления определённой предоплаты, получив которую, продюсер заказывал у сценариста полноценный сценарий на соответствующий treatment. Подобным образом ставилось более половины сценариев в Италии.
Другой способ был более прост — сценарист писал по собственной инициативе, после написания сценария он отправлял его различным продюсерам в надежде, что те заинтересуются им и купят. 

### Период спада 1980—1990-х годов

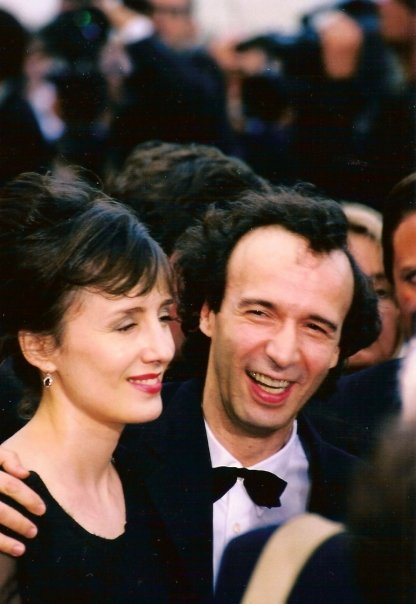
Роберто Бениньи и Николетта Браски на Каннском кинофестивале 1998 года

К середине восьмидесятых кинопроизводство сократилось до 90 фильмов в год, а распространение массового телевидения, несмотря на финансовую поддержку правительства, привело к закрытию кинотеатров. В частности в 1985 году работало почти 5000 кинотеатров, в 1998 году их число сократилось до 2600. Доля рынка итальянского кино в Италии в середине 1970-х составляла 60 %, но к 1993 году она упала до 13 %. Часть режиссёров, актёров, техников, гримёров и операторов эмигрировали из страны. Начался затяжной спад кинематографа, продолжавшийся до начала века. На этом фоне Феллини снял последний фильм «Голос луны» (1990), Бертолуччи переключился на международные проекты, братья Тавиани продолжают историко-идеологическое кинопроизводство, Этторе Скола снимает картину «Семья» (1987), Пупи Авати выделяется комедиями: «Школьная прогулка» (1983) и «Рождественский подарок» (1986).
В 1983 году вышел первый фильм в жанре cinepanettone или рождественских фильмов («Аромат моря»).
Три картины получили премию «Оскар»: «Новый кинотеатр «Парадизо»» (1988) Джузеппе Торнаторе, «Средиземное море» (1991) Габриэле Сальватореса и «Жизнь прекрасна» (1997) Роберто Бениньи. Последний фильм также отмечен на Каннском фестивале, где успеха кроме него достигли «Похититель детей» (1992, реж. Джанни Амелио) и «Дорогой дневник» (1993, реж. Нанни Моретти). В Венеции завоевала приз картина «Так они смеялись» (1998, Джанни Амелио). Множество призов завоевала совместная картина «Почтальон» (1994, реж. Майкл Рэдфорд). Несмотря на фестивальные успехи, только 14 % итальянских фильмов были коммерчески оправданы, большинство картин вообще не подвергалось дистрибуции, либо показывалось лишь в десятке городов.
Девяностые годы отмечены выходом первых фильмов о мигрантах и мультикультурализме, темы которые поднимают режиссёры в последующие два десятилетия. Среди них дебютная лента Микеле Плачидо «Pummarò» (1990); «Ламерика» (1994, реж. Джанни Амелио); «L’articolo due» (1994, реж. Маурицио Дзаккаро); «Terra di mezzo» (1996), «Гости» (1998) реж. Маттео Гарроне); «Vesna va veloce» (1997, реж. Карло Мадзакурати); «Осаждённые» (1998, реж. Бернардо Бертолуччи).
Жанр комедии приобрёл к концу 1990-х черты «кабаре», свойственные успешным телепроектам, и проявился в картинах, хотя и несколько страдающих от схематизма: «Трое мужчин и нога» (1997) и «Такова жизнь» (итал. Così è la vita, 1998), снятых комической тройкой Aldo, Giovanni & Giacomo.
В 1996 году основана школа кино, известная как «Институт Феллини».

### XXI век

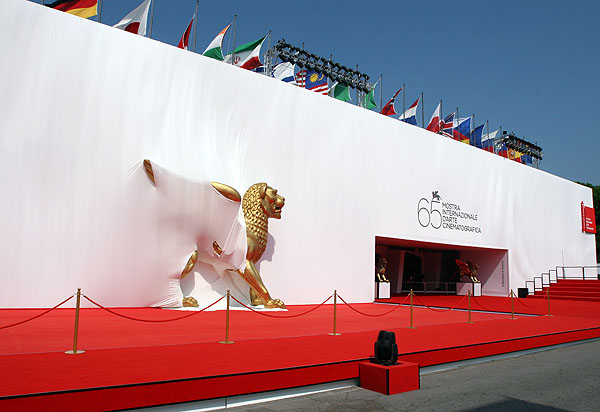
Декорации 65-го Венецианского международного кинофестиваля, 2008 год.

С конца девяностых до 2011 года кинематограф переживает значительное оживление. Число кинозрителей увеличилось с 10 до 40 млн в год. Доля национального кинематографа на экранах достигла 37 %, что стало наивысшим показателем в Европе. Государственные ассигнования сократились с 60 до 12 %. Отмечены фестивальными призами ленты «Свет моих очей» (2001, реж. Джузеппе Пиччони), «Комната сына» (2001, реж. Нанни Моретти), «Путешествие под названием любовь» (2002, реж. Микеле Плачидо), «Зверь в сердце» (2005, реж. Кристина Коменчини), «Материк» (реж. Эмануэле Криалезе), «Цезарь должен умереть» (реж. братья Тавиани), «Это был сын» (реж. Даниэле Чипри).
В новом тысячелетии снято большинство самых кассовых итальянских фильмов (см. Список самых кассовых фильмов в Италии). Исторического максимума по сборам среди итальянского кино достиг фильм «Какой прекрасный день» (2011, реж. Дженнаро Нунцианте). Другие кинохиты: «Три придурка и удача» (2000, реж. Альдо, Джакомо и Джованни), «Рождество на Ниле» (2002, реж. Нери Пиаренти), «Добро пожаловать на юг» (2010, реж. Лука Миньеро), «Добро пожаловать на север» (2012, реж. Лука Миньеро).

## Значимые фигуры

### Режиссёры
- Роберто Росселлини
- Витторио Де Сика
- Джузеппе Де Сантис
- Федерико Феллини
- Пьетро Джерми
- Валерио Дзурлини
- Франко Джиральди
- Микеланджело Антониони
- Бернардо Бертолуччи
- Пьер Паоло Пазолини
- Лукино Висконти
- Марио Бава
- Франческо Рози
- Луиджи Дзампа
- Марио Моничелли
- Марио Камерини
- Серджо Леоне
- Марко Беллоккьо
- Лина Вертмюллер
- Тинто Брасс
- Лучо Фульчи
- Франко Дзеффирелли
- Марко Феррери
- Сальваторе Сампери
- Эрманно Ольми
- Дамиано Дамиани
- Дарио Ардженто
- Франческо Барилли
- Умберто Ленци
- Ренато Кастеллани
- Нанни Моретти
- Джузеппе Торнаторе
- Габриэле Сальваторес
- Марко Беллоккьо
- Джанни Амелио
- Ферзан Озпетек
- Роберто Бениньи
- Франческа Аркибуджи
- Паоло Соррентино
- Маттео Гарроне
- Роберто Фаэнца[англ.]
- Влади Устини
- Марко Ризи
- Этторе Скола

### Актёры и актрисы
- Джульетта Мазина
- Анна Маньяни
- Сильвана Мангано
- Моника Беллуччи
- Азия Ардженто
- Роберто Бениньи
- Адриано Челентано
- Альберто Сорди
- Марчелло Мастроянни
- Джина Лоллобриджида
- Моника Витти
- Софи Лорен
- Орнелла Мути
- Изабелла Росселлини
- Лу Кастель
- Нино Манфреди
- Витторио Гассман
- Паоло Виладжио
- Тото
- Анук Эме
- Стефания Сандрелли
- Клаудиа Кардинале
- Дамиано Дамиани
- Джузеппе Феррара
- Микеле Плачидо

## Совместные фильмы с СССР
- 1964 — «Они шли на Восток», режиссёр Джузеппе Де Сантис
- 1969 — «Красная палатка», режиссёр Михаил Калатозов
- 1970 — «Ватерлоо», режиссёр Сергей Бондарчук
- 1970 — «Подсолнухи», режиссёр Витторио Де Сика
- 1973 — «Невероятные приключения итальянцев в России», режиссёр Эльдар Рязанов
- 1980 — «Жизнь прекрасна», режиссёр Григорий Чухрай
- 1987 — «Очи чёрные», режиссёр Никита Михалков